# Hesperonychus elizabethae
Hesperonychus elizabethae ("garra del oeste de Elizabeth") es la única especie conocida del género extinto Hesperonychus de dinosaurio saurisquio dromeosáurido, que vivió en el período Cretácico Superior, hace aproximadamente 75 millones de años, en el Campaniense, en lo que hoy es Norteamérica. 

## Descripción
Hesperonychus elizabethae está representado por el holotipo el espécimen UALVP 48778, una pelvis que pertenece a un individuo de casi 2 kg de peso, con el pubis e ilion osificados mostrando que era un individuo adulto. A pesar de que se conoce solo por los restos parciales, Longrich y Currie estimaron que su longitud total en menos de 1 metro y su peso en aproximadamente 1.9 kilogramos. Es el dinosaurio carnívoro no aviano más pequeño conocido de Norteamérica y pertenece al clado Microraptorinae, que agrupa a los 4 microrraptorinos alados y al dinosaurio con plumas Sinornithosaurus, todos de China, siendo la especie más joven conocida del grupo. El alvarezsáurido Albertonykus es más pequeño, pero se ve como probablemente un insectívoro más que un carnívoro.
Los microrraptorinos son bien conocidos por su pequeño tamaño, y en algunos casos, por la habilidad de volar o planear. Longrich y Currie concluyeron como poco probable que Hesperonychus exhibiera cuatro alas o un sistema de planeos como en el Microraptor, y especularon que era más similar a Sinornithosaurus con el cual compartía un tamaño similar. A pesar de esto, Hesperonychus parece demostrar que los microrraptorinos no variaron mucho de tamaño y siguieron siendo muy pequeños comparados a los otros dromeosáuridos a través de su historia.

## Descubrimiento e investigación
La  especie tipo, Hesperonychus elizabethae, fue descrita por Nicholas R.  Longrich y Philip J.  Currie en 2009 y es la única especie asignada al género. El descubrimiento de Hesperonychus se realizó en los estratos de la Formación Dinosaur Park, en Alberta (Canadá). Fue la primera vez que se encontró en este yacimiento un terópodo carnívoro pequeño, de menos de 10 kg, así como la primera vez que se describe un microrráptor en Norteamérica. La especie tipo fue nombrada en honor a la mujer que lo encontró en 1982, Elizabeth Nicholls. Los fósiles continuaron sin describir, hasta que Nick Longrich y Phil Currie publicaron un trabajo en 2009.
Hesperonychus se conoce de un cintura pélvica  parcial, el espécimen holotipo UALVP 48778, recogido por el Dr. Elizabeth Nicholls en el parque provincial del dinosaurio en 1982. El fósil permaneció sin describir, sin embargo, hasta que Nick Longrich y Phil Currie lo publican en 2009. Una serie de huesos muy pequeños del dedo del pie, incluidas las "garras de la hoz", en la colección del Museo Royal Tyrrell también pueden pertenecer a Hesperonychus. La apariencia grácil de estos huesos del dedo del pie hace que sea improbable que pertenecieran a un miembro de Eudromaeosauria. A pesar de su pequeño tamaño, los huesos púbicos se fusionaron, una característica de los dinosaurios adultos, lo que indica que el espécimen no representa un juvenil de una especie conocida.

## Clasificación
Un análisis filogenético realizado por Longrich y Currie encuentra a Hesperonychus para ser miembro de  Microraptorinae, un clado de pequeños dromeosáuridos que previamente se encontraban restringidos al Cretácico Inferior de Asia. Los autores que reportaron este descubrimiento lo remarcaron como "importante", El más joven microrraptorino previamente conocido era el Microraptor  proveniente de estratos del Aptiense a mediados del Cretácico, pero el descubrimiento del Hesperonychus en el Campaniense del finales del Cretácico agranda el rango fósil de los microraptorinos 45 millones de años. Mientras que el  Bambiraptor del Cretácico Superior ha sido clasificado a veces como microrraptorino, estudios más recientes, incluyendo los realizados por Longrich y Currie, han encontrado que está más estrechamente vinculado a Saurornitholestes . Hesperonychus se asignó a Microraptoria debido a que tenía una sínfisis púbica espatulada, redondeada, una fuerte curvatura posterior del eje distal del pubis y tubérculos laterales en los pubis, que se expanden en estructuras en forma de ala en el caso de Hesperonychus.

## Paleobiología
Aparte de prolongar el rango de tiempo conocido de los microroaptorinos, el descubrimiento de Hesperonychus llena un hueco en la ecología de finales del Cretácico de Norteamérica. A diferencia de ambientes similares contemporáneos en Europa y Asia, Norteamérica parecía carecer de dinosaurios carnívoros muy pequeños. En ecosistemas modernos dominados por los mamíferos endotérmicos, las especies pequeñas de animales exceden en número a los más grandes. Puesto que los dinosaurios también se presumen como endotérmicos, la carencia de especies pequeñas y el gran número de especies grandes conocidas en Norteamérica era inusual. Hesperonychus ayudó a llenar ese hueco,  especialmente puesto que, dado el número de restos y de garras fragmentarias que se han recogido que representan por lo menos diez especímenes distintos, comparados a treinta del contemporáneo Saurornitholestes y dos de Dromaeosaurus, aparece haber sido una característica muy común del ambiente la formación Dinosaur Park.
El siguiente carnívoro más pequeño es el mamífero Eodelphis, que habría pesado alrededor de 600 gramos. No parece haber ninguna competencia entre los mamíferos más grandes y los dinosaurios más chicos en ecosistemas como este, por lo que Longrich & Currie que cualquier competición de dinosaurios impidió a los mamíferos un crecimiento más grande, la opinión tradicional, o que la competición con los mamíferos no dejó a los dinosaurios tener un tamaño minúsculo, o ambas posiciones a la vez.